# پائونگ‌ترن شیناواترا
پتانگ‌ترن شیناواترا (Paetongtarn Shinawatra زاده ۲۱ اوت ۱۹۸۶)، سیاستمدار اهل تایلند است. پائتونگ ترن شیناواترا، دختر تاکسین شیناواترا، میلیاردر و سیاستمدار پرنفوذ تایلندی است. دو روز پس از عزل نخست‌وزیر تایلند، حزب حاکم این کشور، پتانگ‌ترن شیناواترا ۳۷ ساله را در ۲۶ مرداد ۱۴۰۳ به عنوان نخست‌وزیر جدید این کشور به پارلمان معرفی کرد. پتانگ‌ترن سومین عضو خانواده شیناواترا است که به عنوان نخست‌وزیر تایلند انتخاب می‌شود؛ پدر او در سال ۲۰۰۱ تا ۲۰۰۶ و عمه‌اش از ۲۰۱۱ تا ۲۰۱۴، نخست‌وزیر تایلند بودند. شیناواترا تا قبل از انتخاب به عنوان نخست‌وزیر در ۲۶ مرداد ۱۴۰۳، هیچ تجربه دولتی نداشته است. او دومین زنی است که به‌عنوان نخست‌وزیر تایلند انتخاب می‌شود.